# Шариські Михаляни
Шариські Михаляни, або Шариські Міхаляни (словац. Šarišské Michaľany) — село в Словаччині, Сабинівському окрузі Пряшівського краю. Розташоване в північно-східній частині Словаччини в Шариській долині біля Ториси.
Уперше згадується у 1248 році.
У селі є римо—католицький костел з 1785 року.

## Населення
| Рік:            | 1993 | 2003    | 2013    | 2023    |
| --------------- | ---- | ------- | ------- | ------- |
| Кількість осіб: | 2579 | 2709    | 2860    | 2700    |
| Різниця:        |      | +5,04 % | +5,57 % | -5,59 % |

| Рік:            | 2022 | 2023    |
| --------------- | ---- | ------- |
| Кількість осіб: | 2736 | 2700    |
| Різниця:        |      | -1,31 % |

У селі проживає 2788 осіб.
Національний склад населення (за даними останнього перепису населення — 2001 року):
- словаки — 91,99 %,
- цигани — 5,83 %,
- українці — 0,38 %,
- чехи — 0,30 %,
- русини — 0,26 %,
- поляки — 0,04 %,
- угорці — 0,04 %.

Склад населення за приналежністю до релігії станом на 2001 рік:
- римо-католики — 86,38 %,
- греко-католики — 5,83 %,
- протестанти — 1,47 %,
- православні — 1,47 %,
- не вважають себе вірянами або не належать до жодної вищезгаданої конфесії — 4,70 %.